# Desa Cisoka (administrativ by i Indonesien, lat -7,04, long 108,38)
Desa Cisoka är en administrativ by i Indonesien.   Den ligger i provinsen Jawa Barat, i den västra delen av landet, 190 km sydost om huvudstaden Jakarta.